# Frutero
Frutero o plato frutero es un recipiente utilizado para servir la fruta en la mesa o contenerla con carácter temporal. También se llamaban así los paños, usados para cubrir los frutos contenidos en el frutero, y los cestillos de cerámica con frutas de imitación del mismo material.
El modelo histórico tradicional ha sido una fuente, en forma de copa, elevada sobre un pie o soporte; algunas disponen de un eje sólido  vertical terminado en un asa para facilitar su traslado. Hoy en día se utilizan fruteros de muy diversas formas, desde grandes cuencos y platos decorados a cestos y otros receptáculos de diversos materiales: cerámica, metal, madera, vidrio, plásticos, etc. La belleza natural de las frutas lo convierten en recurso ornamental sencillo y básico.  
El frutero es también un reto para el aficionado al bricolaje, pudiéndose   construir modelos personales y originales de forma casera y a partir de materiales reciclados.

## Fruteroscretenses

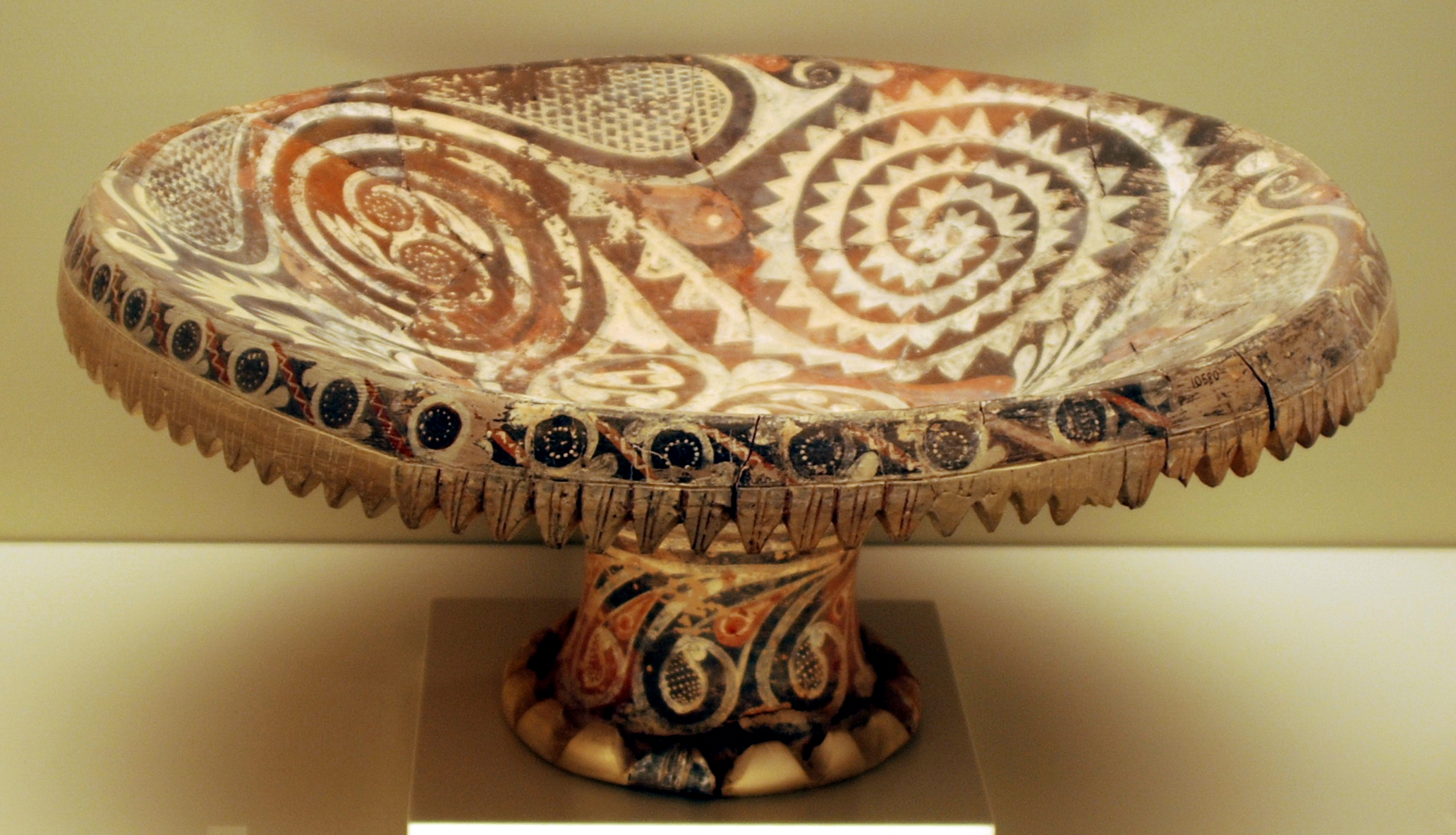
Frutero del primer palacio de Festos.

En la antigua Creta, se han encontrado fruteros de diversa forma y decoración. Pertenecen al llamado estilo de cerámica polícroma de Kamarés que se desarrolló desde el año 2000 hasta el 1600 a. C. La mayoría de ellos proviene de los  hallazgos en los palacios de Cnosos y de Festos. Dicha cerámica se caracteriza por la policromía (con detalles vegetales y animales) y la compleja composición. De esta época datan las siguientes piezas del primer palacio de Festos:
- un frutero de color terracota compuesto por un soporte que se sujeta sobre tres patas curvilíneas. Sobre su lateral hay una pequeña asa.
- un frutero en forma de plato ancho colocado sobre un pie bajo. Está decorado por espirales blancas y marrones y cuenta con resaltes ornamentales en todo el lateral del plato.
- un frutero en forma de pie alto que sujeta un soporte cóncavo. Está ricamente decorado en toda su superficie en tonos verdes.[3]

## Fruteros de museo

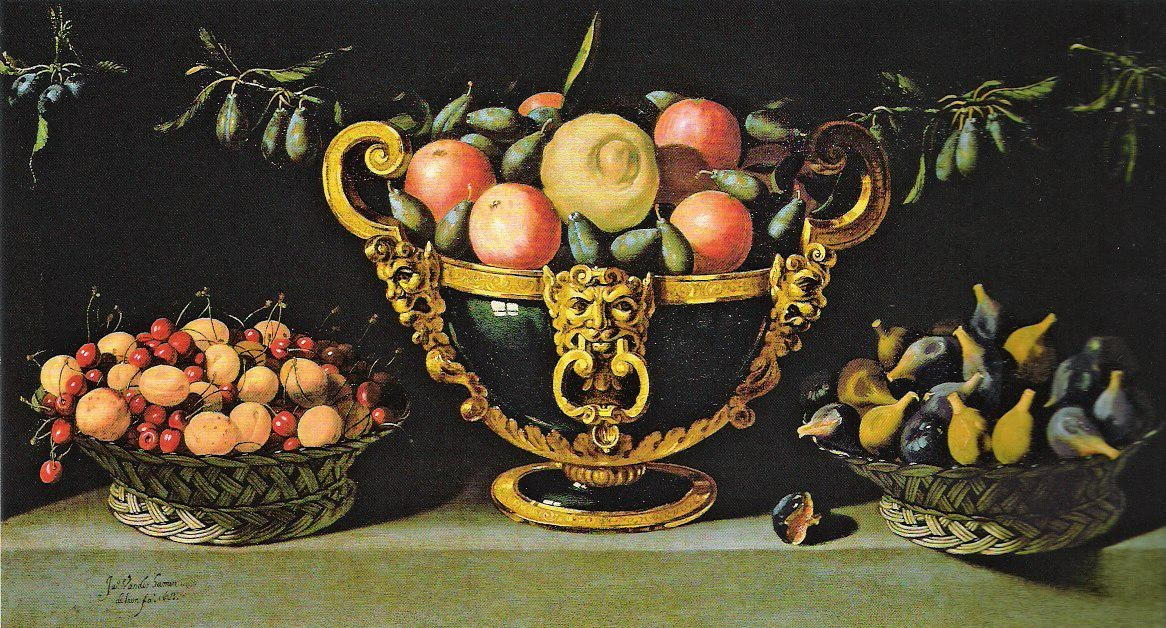
Juan van der Hamen y León: Frutero entre dos cestillos (h. 1625).
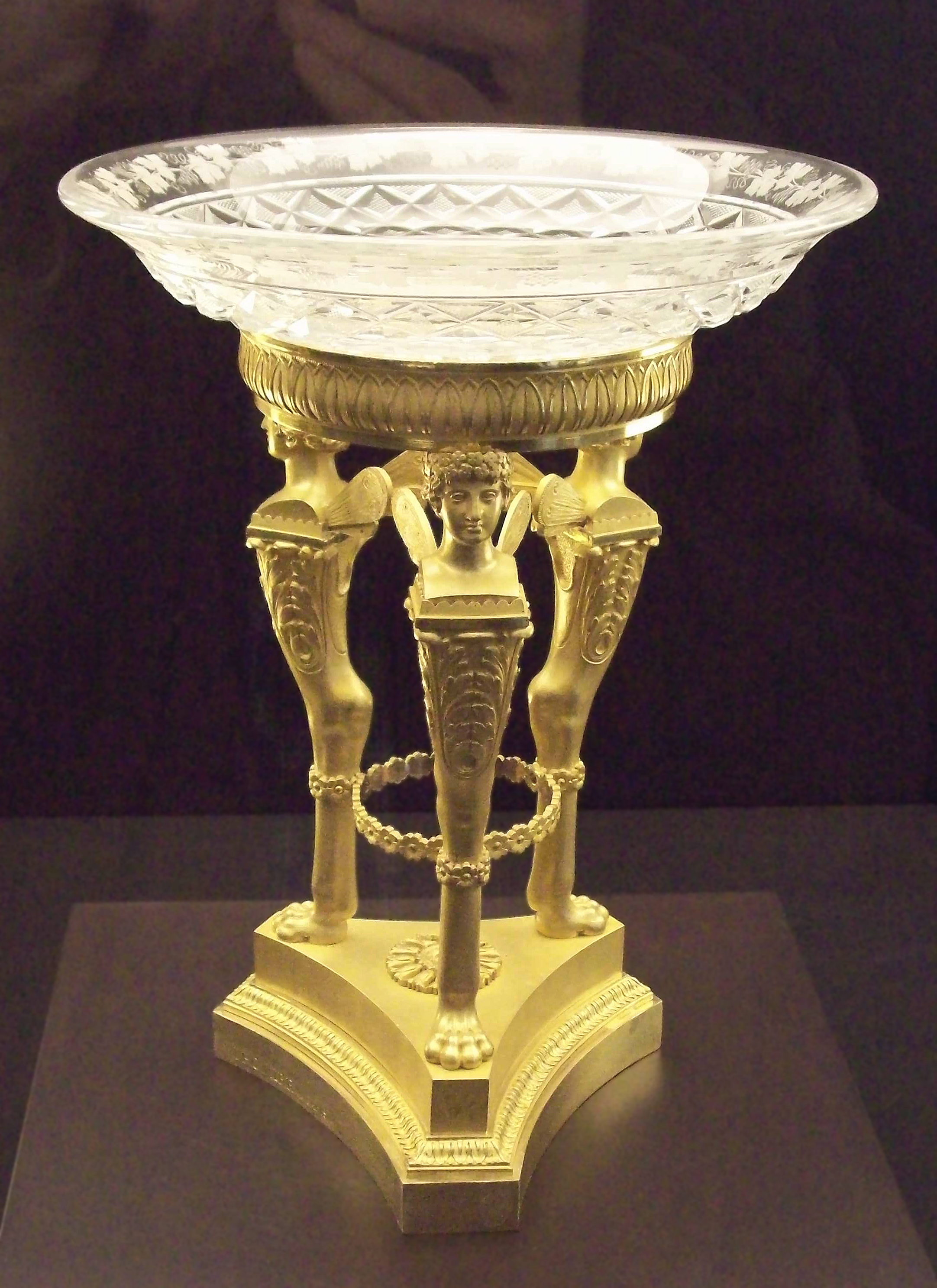
Frutero de Thomire de Estilo Imperio. Museo Arqueológico Nacional (España).
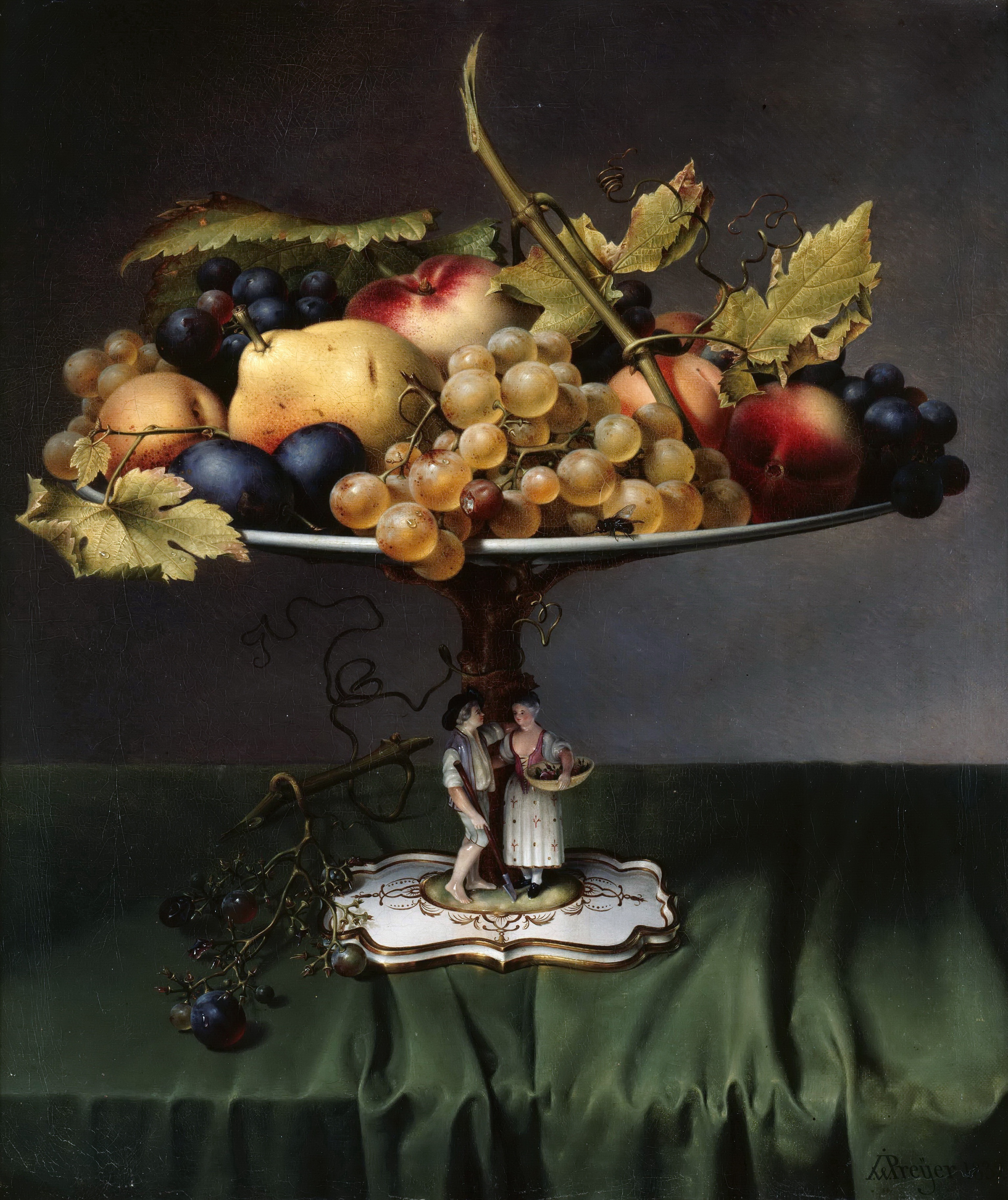
Johann Wilhelm Preyer: Frutero (1832). Antigua Galería Nacional de Berlín
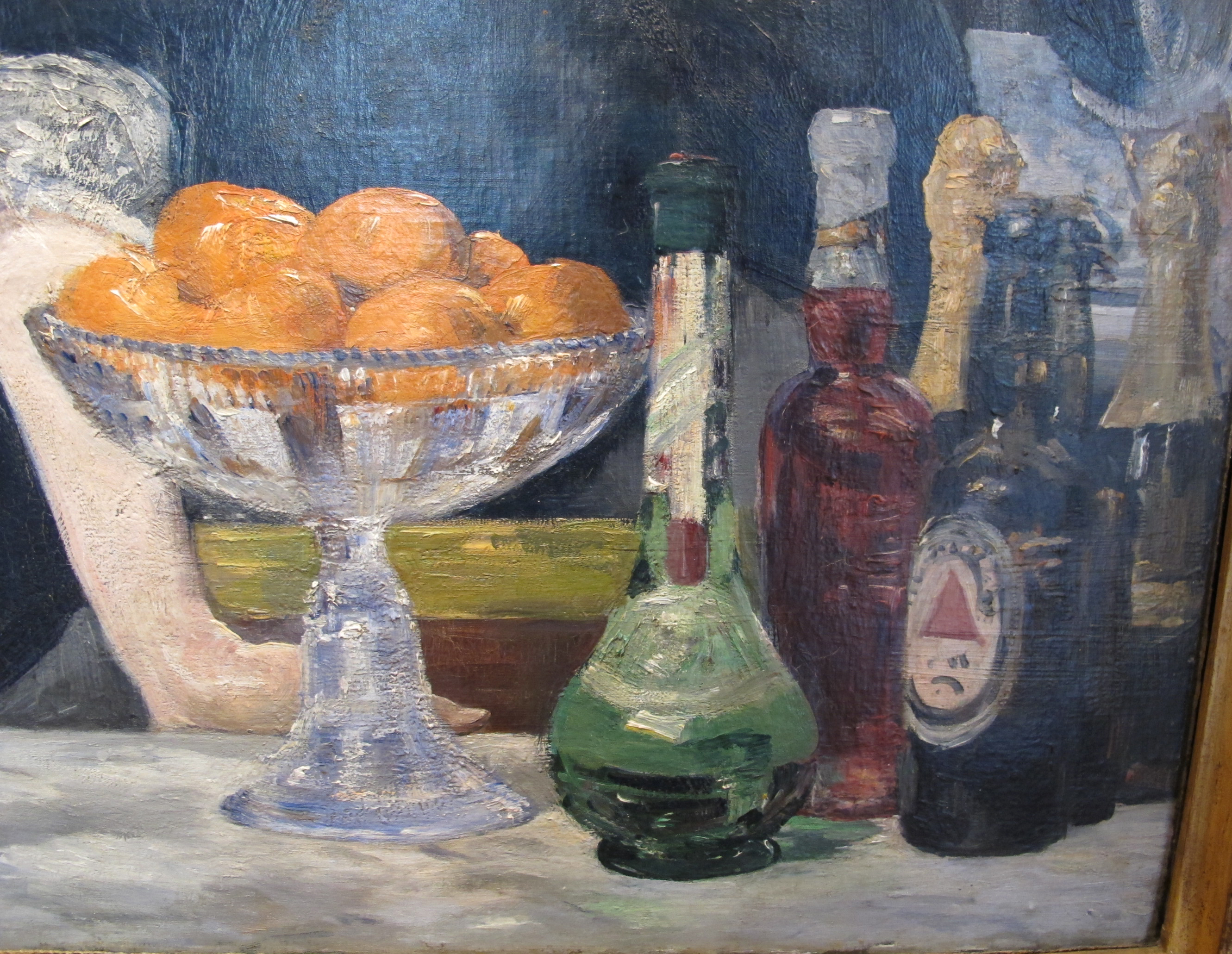
Edouard Manet, detalle del lienzo El bar del Folies Bergère (1882).